# Baerendorf
Baerendorf település Franciaországban, Bas-Rhin megyében. Lakosainak száma 301 fő (2022. január 1.). Baerendorf Postroff, Eschwiller, Gœrlingen, Hirschland, Kirrberg és Rauwiller községekkel határos.

## Népesség
A település népességének változása:
| Lakosok száma | 323  | 314  | 313  | 302  | 300  | 298  | 296  | 299  | 301  |
|               | 2013 | 2015 | 2016 | 2017 | 2018 | 2019 | 2020 | 2021 | 2022 |